# Reginald I de Bar
Reginald I de Bar (în limba franceză: Reinald I sau Renaud I) (numit și "Chiorul") (n. 1105–d. 1149) a fost conte de Bar.
Reginald a fost fiul lui Theodoric al II-lea de Bar și de Mousson cu Ermentruda de Burgundia, fiica contelui Guillaume I "cel Mare" al Burgundiei.
El a fost unul dintre participanții la Cruciada a doua din 1145 și a murit înecat undeva în Marea Mediterană pe drumul de întoarcere către Europa înainte de 10 martie 1149.
Reginald I de Bar a fost urmat la conducerea comitatului de către Reginald al II-lea de Bar, instalat în 1150.